# Втори гаубичен полк
Втори гаубичен полк е български гаубичен артилерийски полк, формиран през 1915 година, взел участие в Първата световна война (1915 – 1918).

## История
Втори гаубичен полк е формира на 1 януари 1915 г. в Стара Загора от гаубичното отделение на 8-и артилерийски полк в състав от шест батареи и една паркова батарея. Първото му отделение е въоръжено със скорострелни гаубици и се установява в град Стара Загора, а второто е въоръжено с нескорострелни гаубици и се намира в Пловдив. Полка е подчинен на 7-а пехотна рилска дивизия.
По време на мобилизацията през септември 1915 г. полкът се развръща и формира щаб, 1-во скорострелно отделение от 1-ва, 2-ра и 3-та скорострелна батарея, 2-ро нескорострелно отделение от 4-та, 5-а и 6-а нескорострелна батерея, паркова батарея, нестроевеи и продоволствен взвод.
При намесата на България във войната полкът разполага със следния числен състав, добитък, обоз и въоръжение:
| Числен състав                                       | Добитък                | Обоз                                 | Въоръжение                      |
| --------------------------------------------------- | ---------------------- | ------------------------------------ | ------------------------------- |
| Офицери: 24 Чиновници: 2 Подофицери и войници: 1643 | Коне: 1185 Волове: 566 | Обикновени коли: 400 Товарни коли: 3 | Пушки и карабини: 60 Оръдия: 24 |

Взема участие във военните действия при гр. Куманово, с. Бояновци, с. Градско, Радовиш, Струмица, Демир Хисар и други. На 10 октомври 1918 г. полка се връща от фронта и остава на гарнизон в град Пловдив, където по-късно демобилизира. На 30 ноември 1918 г. поради реорганизация на армията полка се разформира и от 1 декември 1918 г. преминава към 3-ти артилерийски полк.

## Командири
- Подполковник (полк. от 01.10.1915 г.) Иван Донков (от началото на 1915 г.)